# کریم‌آباد (کوهبنان)
کریم‌آباد روستایی در دهستان طغرل الجرد بخش طغرل الجرد شهرستان کوهبنان استان کرمان ایران است.

## جمعیت
بر پایه سرشماری عمومی نفوس و مسکن در سال ۱۳۹۵ این روستا بدون جمعیت بوده‌است.